# Shangjiangxu (köpinghuvudort i Kina, Hunan Sheng, lat 25,36, long 111,43)
Shangjiangxu (kinesiska: 上江圩) är en köpinghuvudort i Kina. Den ligger i provinsen Hunan, i den södra delen av landet, omkring 350 kilometer sydväst om provinshuvudstaden Changsha. Antalet invånare är 18 578. Befolkningen består av 8 717 kvinnor och 9 861 män. Barn under 15 år utgör 23,0 %, vuxna 15-64 år 67 %, och äldre över 65 år 8,0 %.
Runt Shangjiangxu är det ganska tätbefolkat, med 139 invånare per kvadratkilometer. Närmaste större samhälle är Xianglinpuzhen, 12,5 km öster om Shangjiangxu. I omgivningarna runt Shangjiangxu växer huvudsakligen savannskog.
Genomsnittlig årsnederbörd är 2 015 millimeter. Den regnigaste månaden är april, med i genomsnitt 297 mm nederbörd, och den torraste är oktober, med 46 mm nederbörd.